# The Invisible Man's Revenge
The Invisible Man's Revenge és una pel·lícula de terror estatunidenca del 1944 dirigida per Ford Beebe i escrita per Bertram Millhauser. La pel·lícula és protagonitzada per John Carradine com un científic que prova el seu experiment amb Jon Hall, un fugitiu d'un hospital psiquiàtric que pren el sèrum d'invisibilitat i després s'endinsa en una sèrie de crims. La pel·lícula es va anunciar el 10 de juny de 1943 i es va començar a rodar el 10 de gener de 1944 i va acabar a mitjans de febrer. En el seu llançament, es van assenyalar ressenyes a The New York Herald-Tribune, The New York Daily News i The New York World-Telegram. que la sèrie de pel·lícules i els seus efectes especials es van cansar, mentre que una crítica a The Hollywood Reporter la va declarar com una de les millors de la sèrie.

## Tanca
Després d'assassinar dos vigilants, Robert Griffin s'escapa de l'aïllat centre mental de Ciutat del Cap on ha estat ingressat, i ara busca venjar-se de la respectable família Herrick. Una família formada per Sir Jasper i lady Irene, i la seva filla Julie, que es dediquen a entretenir i inspeccionar el nou xicot de Julie, el periodista Mark Foster, a la residència familiar. Més tard aquella nit Julie i Mark surten de la residència junts, i Sir Jasper i lady Irene es queden sols. És llavors quan en Robert decideix fer una visita a la parella. De manera força inesperada, entra a la residència i acusa la parella de deixar-lo morir a la natura africana, ferit quan estaven junts en un safari. La parella Herrick es defensa, al·legant que se'ls va dir que estava mort i no estava ferit, però en Robert no accepta la seva explicació. Demana que li donin la seva part dels camps de diamants que van descobrir tots junts al safari. Jasper intenta dir-li a Robert que tots els camps de diamants es van perdre en una sèrie de males inversions. Robert es nega a cedir, amenaçant de demandar als Herrick, i per calmar-lo i treure se'l de sobre, li ofereixen una part en una finca, els Shortlands. La seva contraproposta és que haurien d'organitzar que es casés amb la seva filla Julie. Després de dir això, és drogat per Lady Irene i es desmaia a casa seva. Els Herrick s'adonen que el seu vell amic i company s'ha tornat completament boig, i encara que tenen por del que els podria fer si no compleixen el seu desig, no veuen cap problema a robar l'acord fet o empènyer-lo més pel camí de la bogeria amb la seva traïció. Busquen la roba d'en Robert i troben l'acord de col·laboració escrit que tots van signar fa un temps. Prenent el paper, després llencen en Robert de casa seva. Robert gairebé s'ofega on s'amaga, inconscient, però és salvat per un sabater local Cockney amb el nom d'Herbert Higgins.
Herbert decideix utilitzar aquesta nova possibilitat -la informació que va rebre de Robert- per fer xantatge als Herrick. No té èxit, ja que Jasper truca al cap de policia Sir Frederick Travers. El cap de policia declara nuls les reclamacions de Robert sobre la propietat dels Herrick i li ordena que abandoni la seva jurisdicció. Robert marxa cap a Londres, però de camí passa per la casa del científic entusiasta Dr. Pere Drury. Aquest científic està involucrat en algunes investigacions qüestionables i està molt ansiós per trobar un subjecte adequat per provar la seva nova fórmula experimental: una fórmula per a la invisibilitat. Robert demana que el metge li ho provi, i ell accepta, desconeixent el fet que en Robert vol utilitzar-lo per venjar-se dels Herrick. Robert obliga en Jasper a cedir-li tota la seva propietat. També troba temps per ajudar el seu salvador Herbert a guanyar una partida de dards a la fonda local. Jasper també accepta en secret donar la mà de la seva filla en matrimoni a Robert, si mai recupera la seva visibilitat. Robert torna al laboratori dels científics i és testimoni de com el metge torna la visibilitat al seu gos Brutus, donant-li una transfusió de sang. Robert irromp al laboratori i deixa inconscient al metge, abans de fer-se una transfusió de sang amb la sang del metge. La transfusió provoca la mort del metge i, per evitar la captura, en Robert incendia el laboratori i s'enlaira just abans que la policia arribi al lloc dels fets.
Robert canvia la seva identitat a "Martin Field" i es muda amb els Herrick a la finca de la qual ara és el propietari. Quan l'Herbert s'assabenta del retorn d'en Robert, també fa un intent inútil de xantatge, i per llàstima -i potser per agraïment- Robert li paga mil lliures per desfer-se d'ell. Robert té una condició per pagar els diners: que Herbert mati el gos del metge Brutus, que ha seguit a Robert fins a la finca Herrick després de l'incendi. Robert comença a perdre la seva visibilitat un dia a la taula de l'esmorzar, amb Julie i el seu promès Mark presents. Enganya a Mark perquè el segueixi fins al celler, on noqueja l'home, començant una altra segona transfusió de sang amb la sang de Mark. El cap de policia Travers arriba a la finca després que s'ha assabentat del retorn de Robert. Amb una mica d'ajuda d'Herbert i Jasper irrompen al celler just quan la transfusió està a punt d'acabar, a temps per salvar la vida d'en Mark. Robert és atacat pel Brutus, encara molt viu, i el mata. Mark diu als altres que en Griffin es va tornar boig quan va ser tancat al manicomi i que no va fer cap mal a ningú fins que va escapar.

## Repartiment
- Jon Hall as Robert Griffin Aka alias The Invisible Man
- Leon Errol i Herbert Higgins, Robert's Lackey
- John Carradine i el Dr. Peter Drury, un científic boig que ha descobert la fórmula de la invisibilitat
- Alan Curtis com a Mark Foster, el nuvi de Julie
- Evelyn Ankers com a Julie Herrick, Irene i la filla de Jasper
- Gale Sondergaard com Lady Irene Herrick, l'esposa de Jasper
- Lester Matthews com a Sir Jasper Herrick, el marit d'Irene i l'antic amic de Robert
- Halliwell Hobbes com a Cleghorn, el majordom de Herrick
- Leyland Hodgson i Sir Frederick Travers, amic de Jasper
- Doris Lloyd com a Maud, la cambrera
- Ian Wolfe i Jim Feeney, un advocat
- Billy Bevan com el sergent de policia
- Grey Shadow com Brutus, Dr. El gos de Drury
  - Encara que el Dr. Drury anomena el gos Brutus a la pel·lícula, l'actor caní rep un crèdit "ell mateix" com a Grey Shadow.

## Producció
Universal va anunciar per primera vegada el pla de The Invisible Man's Revenge el 10 de juny de 1943 amb l'esperança de tenir Claude Rains al capdavant. Altres membres del repartiment que es van alinear per a la pel·lícula van ser Edgar Barrier, que va optar per la producció el 6 de gener, després d'estar desencantat amb els papers que va tenir en pel·lícules com Phantom of the Opera i Cobra Woman.
Jon Hall també havia interpretat un personatge de l'home invisible per a Universal a Invisible Agent (1942), dos anys abans d'aquesta pel·lícula.
Abans del primer dia de rodatge de la pel·lícula, els advocats d'Universal van arribar a un acord amb H. G. Wells pels drets per fer dues seqüeles més de l'home invisible entre juliol de 1943 i octubre de 1951. La producció de la pel·lícula va començar el 10 de gener de 1944 i va continuar durant cinc setmanes i tres dies fins a mitjans de febrer. Després d'això, John P. Fulton es va fer càrrec de completar les seqüències d'efectes especials. El cost final de la pel·lícula va ser de 314.790 $.

## Alliberament
The Invisible Man's Revenge va ser distribuïda en cinemes per Universal Pictures Company el 9 de juny de 1944. El preu brut mundial de la pel·lícula va ser de 765.700 dòlars. La pel·lícula es va estrenar en DVD com a part del conjunt "Invisible Man: The Legacy Collection", que incloïa  L'Home Invisible, The Invisible Man Returns, The Invisible Woman i Invisible Agent. It was released again on blu ray as part of the "Invisible Man: The Complete Legacy Collection" on August 28, 2018.

## Recepció
A partir de les crítiques contemporànies, Howard Barnes de The New York Herald-Tribune va trobar la pel·lícula "singularment poc emocionant", trobant la fotografia especial de John Fulton com "l'aspecte més sorprenent de la imatge [però] els trucs s'han fet massa sovint abans de la càmera per fer-los especialment efectius per si mateixos". Wanda Hale de The New York Daily News se n'ha fet ressò, trobant que "la criatura aterridora […] no és cap novetat" i que la pel·lícula "no era el thriller estimulant que era The Invisible Man. Un crític de The New York World-Telegram va declarar que "algunes de les variacions anteriors de la idea de l'home invisible d'H.G. Wells es van filmar amb la idea que la història hauria de tenir sentit. Aquesta política s'ha abandonat aquesta vegada" tot i que encara assenyala que Jon Hall estava sent "un actor molt més eficaç del que ha estat en algunes de les seves darreres aventures amb Technicolor cridaner". Per contra, un crític de The Hollywood Reporter la va declarar com una "de les millors i més entretingudes de la sèrie".
A partir de ressenyes retrospectives, els autors del llibre Universal Horrors van declarar que la pel·lícula era "la menys ambiciosa, però no la menys entretinguda de les sèries àmpliament variades d'Universal" i van assenyalar el seu "enfocament sense floritures a la seva temàtica", declarant-la millor que The Invisible Woman i Invisible Agent però no tan bona com The Invisible Man o The Invisible Man Returns. Els efectes especials de la pel·lícula es van descriure com "que tenen una qualitat descarada" amb només uns quants "trucs sorprenentment efectius".
A l'actor John Carradine, que odiava les pel·lícules de terror en què treballava, se li va preguntar al fanzine britànic House of Hammer si li agradava alguna de les pel·lícules de terror en què participava, i ell va respondre que li agradava The Invisible Man's Revenge.